# Sistemul de control electronic al stabilității
Sistemul de control electronic al stabilității (en  Electronic Stability Control - ESC; Electronic Stability Programme - ESP) este unul din sistemele de siguranță activă pentru automobile. ESC este o tehnică computerizată de control și reglare a stabilității dinamice (în mers) a vehiculelor, care asigură  îmbunătățirea ei prin detectarea și minimizarea derapajelor și patinajelor. ESC-ul intervine atunci când detectează o pierdere a controlului asupra autovehiculului acționând sistemul de frânare astfel încât șoferul recapătă controlul asupra autovehiculului. (de ex., pe roata exterioară din față pentru contracararea supravirării sau pe roata interioară din spate pentru contracararea subvirării). Unele sisteme ESC reduc și puterea motorului până când șoferul recăpătă controlul asupra autovehiculului. Poate fi redusă accelerația mașinii prin oprirea alimentării cu carburant a motorului, șoferul sesizând că pedala de accelerație nu mai funcționează. ESC-ul nu îmbunătățește performanța în virare, ci previne pierderea controlului.
Sistemul ESC se bazează pe mai mulți senzori care detectează diferențele de viteză de rotație între roțile față și spate precum și deplasarea șasiului în lateral față de traiectoria impusă de sistemul de direcție. Reacția ESP este foarte promptă, de ordinul milisecundelor. 
Organizația americană non-profit IIHS (Insurance Institute for Highway Safety) estimează că prin folosirea acestei tehnologii pe toate autoturismele o treime din numărul accidentelor fatale ar fi prevenite.

## Istoric
În anul 1987, pionierii ESC-ului, constructorii Mercedes-Benz, BMW și Toyota au introdus primul sistem de control al tracțiunii (en  Traction Control System - TCS). Controlul tracțiunii acționează frânarea individuală a roților și accelerația pentru a menține tracțiunea în timpul accelerației, dar spre deosebire de ESC nu îmbunătățește direcția.
În anul 1990, constructorul Mitsubishi a lansat autoturismul Mitsubishi Diamante în Japonia. Era primul autoturism care integra controlul electronic activ al traiectoriei și controlul tracțiunii într-un singur sistem: TCL. Sistemul a fost dezvoltat pentru a ajuta șoferul să mențină traiectoria dorită în viraje: puterea motorului și frânarea sunt reglate automat pentru a sigura traiectoria adecvată în viraj și pentru a oferi un nivel suficient al tracțiunii în diverse condiții de carosabil.
BMW, colaborând cu Robert Bosch GmbH și cu Continental Automotive Systems, a dezvoltat un sistem de reducere a cuplului motor pentru a preveni pierderea controlului și l-a aplicat întregii linii de autoturisme în anul 1992.
Între 1987 și 1992 Mercedes și Robert Bosch GmbH au dezvoltat în parteneriat sistemul numit ESP (Electronic Stability Programme) – sistem de control al derapajului lateral, adică controlul electronic al stabilității.

## Implementare
În anul 1995, constructorii de automobile au introdus sistemele de control al stabilității. Mercedes-Benz, având drept furnizor Bosch, a fost primul constructor auto ce a introdus ESC-ul prin modelul S-Class W140. În același an, BMW, avându-i ca furnizori pe Bosch și ITT Automotive (ulterior Continental), și Volvo au început să ofere ESC-ul pentru o parte din modelele produse. În același timp Toyota a lansat propriul sistem VSC (Vehicle Stability Control) pe modelul Crown Majesta. Între timp, alți constructori au început cercetările pentru dezvoltarea propriilor sisteme.
În timpul testului „elanului” (evitarea bruscă unui obstacol) un jurnalist suedez a răsturnat autoturismul Mercedes A-Class (fără ESC) la viteza de 37 km/h. Drept urmare, prestigiosul constructor auto german a rechemat 130000 de mașini A-Class și le-a echipat cu ESC pentru a-și apăra reputația privind siguranța.
În ziua de astăzi toți constructorii de autovehicule premium au implementat ESC-ul ca standard, iar numărul de modele echipate cu ESC continuă să crească.
Ford și Toyota au anunțat că toate vehiculele vândute în America de Nord vor fi echipate cu ESC în standard până la sfârșitul anului 2009.
General Motors a făcut un anunț similar având ca termen sfârșitul lui 2010.
Agenția guvernamentală americană pentru siguranța traficului (NHTSA - National Highway Traffic Safety Administration) impune ca toate autovehiculele pentru pasageri să fie echipate cu ESC până în 2011 și estimează că acestă măsură va preveni anual între 5300-9600 de decese.

## Operare
În timpul conducerii autovehiculului, ESC-ul lucrează în fundal, monitorizând continuu direcția și virarea autovehiculului. ESC-ul compară direcția dorită de șofer (prin măsurarea unghiului de virare) cu direcția reală a vehiculului (prin măsurarea accelerației laterale, a rotației vehiculului și a vitezei de rotație a fiecărei roți, individual).
ESC-ul intervine când detectează pierderea controlului asupra direcției, de exemplu atunci când autovehiculul nu se îndreaptă acolo unde șoferul comandă vehiculul prin direcție. Acest lucru se poate întâmpla în timpul manevrelor urgente de evitare a unui obstacol, în supravirare sau subvirare la viraje judecate prost sau pe drumuri alunecoase, în hidroplanare. ESC-ul estimează direcția derapajului și apoi frânează individual roțile asimetric pentru a crea cuplu referitor la axele verticale ale vehiculului, opunându-se derapajului și aducând vehiculul înapoi pe linia dorită de șofer. Suplimentar, sistemul poate reduce puterea motorului sau să intervină asupra transmisiei pentru a încetini vehiculul.
ESC-ul funcționează pe orice suprafață, de la pavaj uscat până la lacuri înghețate. Reacționează și corectează derapajele mult mai rapid și mult mai eficient decât șoferul obișnuit, de cele mai multe ori chiar înainte ca șoferul să conștientizeze pierderea iminentă a controlului. Acest aspect a dus la îngrijorarea că ESC-ul va determina șoferii să devină prea încrezători în controlul lor asupra vehiculului și/sau în abilitățile de șofer. Din acest motiv, de obicei sistemele ESC informează șoferul atunci când intervin, pentru ca șoferul să știe că se apropie de limitele de manevrabilitate ale autovehiculului. Majoritatea ESC-urilor activează o lumină indicatoare de bord și/sau un ton de alertă. Unele sisteme ESC permit în mod intenționat ca traiectoria corectată a vehiculului să devieze foarte puțin de la traiectoria comandată de șofer, cu toate ca ESC-ul ar permite ca vehiculul să urmeze mai precis comanda șoferului.
Întradevăr, toți producătorii de sisteme ESC subliniază că ESC-ul nu este un accesoriu de performanță și nici nu înlocuiește practicile unui condus preventiv, ci este mai degrabă o tehnologie de siguranță pentru a asista șoferul să revină din situații periculoase. ESC-ul nu mărește tracțiunea, deci nu permite o creștere a vitezei în viraje (cu toate că facilitează o virajare cu un control mai bun). Mai general, ESC-ul funcționează în limitele inerente ale manevrabilității vehiculului și în limitele aderenței dintre roți și drum. O manevră imprudentă poate depăși aceste limite, având drept consecință pierderea controlului. De exemplu, în scenariul unei hidroplanări severe, roțile pe care ESC-ul le-ar folosi pentru a corecta derapajul pot să nici nu fie în contact cu asfaltul, reducându-i eficiența.
În Iulie 2004, pe modelul Crown Majesta, Toyota a implementat sistemul VDIM (Vehicle Dynamics Integrated Management), sistem care a încorporat ESC-uri în prealabil independente, și care funcționează nu numai după ce un derapaj a fost detectat, dar chiar previne apariția derapajelelor. Utilizând schimbarea electrică a vitezelor, acest sistem mai avansat poate chiar să modifice treptele de viteză și nivelurile cuplului direcției pentru a asista șoferul în manevrele de evitare.

## Eficiență
Funcționarea ESC se face simțită în virajele abordate brusc, în momentele în care traiectoria vehicululul are tendința de a scăpa de sub control, în special pe suprafețele cu aderență scăzută (zăpadă, asfalt ud, etc.).
Multe studii confirmă că ESC-ul este foarte eficient pentru menținerea controlului autovehiculului: salvează vieți și reduce gravitatea coliziunilor.
NHTSA (National Highway and Traffic Safety Administration), în urma studiului desfășurat în SUA în anul 2004, a concluzionat că ESC-ul reduce numărul accidentelor cu 35%. 
SUV-urile echipate cu ESC sunt implicate în 67% mai puține accidente, decât SUV-urile care nu au ESC.
IIHS (Insurance Institute for Highway Safety) a făcut publice propriile studii în anul 2006. Conform acestora 10000 de accidente fatale în SUA ar putea fi evitate dacă toate autovehiculele ar fi echipate cu ESC. IIHS a concluzionat că ESC-ul reduce riscul tuturor coliziunilor fatale cu 43%, coliziunilor fatale în care e implicat un singur autovehicul cu 56% și a accidentelor fatale prin răsturnare cu 77-80%.
ESC-ul este prezentat, de către mulți experți, ca fiind cel mai important sistem de siguranță auto de la apariția centurii de siguranță.
Programul European de Evaluare a Mașinilor Noi (EuroNCAP - European New Car Assessment Program) recomandă insistent ca oamenii să cumpere mașini echipate cu ESC.
IIHS impune ca un autovehicul să aibă ESC ca opțiune disponibilă în momentul comenzii pentru ca acesta să se califice pentru premiul „Cea mai sigură alegere” (Top Safety Pick) pentru protecția pasagerilor și evitarea accidentelor.

## Proiectare și componente
ESC-ul încorporează rotația în jurul axei verticale (de exemplu, rotirea către dreapta sau stânga) în sistemul de frânare anti-blocare (ABS). Frânele anti-blocare permit ESC-ului să frâneze roțile individual. Multe sisteme ESC încorporează un sistem de control al tracțiunii (TCS sau ASR), sistem care detectează învârtirea roților în gol și frânează individual roata / roțile sau/și reduce excesul de putere dat de motor până la recăpătarea controlului. Cu toate acestea, ESC-ul are alt rol decât ABS sau Controlul Tracțiunii (TCS, ASR).
ESC-ul utilizează o serie de senzori pentru a determina directia pe care șoferul dorește să o urmeze (intrări). O parte din senzori indică starea actuală a autovehiculului (răspunsul). Algoritmul de control compară intrările date de șofer cu răspunsul autoturismului și decide, atunci când este necesar, activează frânele și/sau reduce accelerația conform calculelor făcute în spațiul stărilor (set de ecuații folosite pentru modelarea dinamicii vehiculului). Controlerul ESC poate primi și trimite informații și de la / către alte controlere ale vehiculului: sistemul de direcție, sistemul activ de suspensie pentru a îmbunătății stabilitatea și manevrabilitatea.
Senzorii ESC-ului trebuie să trimită date continuu, fără întrerupere, pentru a detecta posibilele abateri imediat. Senzorii trebuie să fie  funcționeze independent de interferențe (ploaie, gropi, etc.).
Cei mai importanți senzori ai sistemului ESC sunt:
- senzor pentru unghiul de virare: determină intenția de virare a șoferului; (senzori magnetoretistivi)
- senzor de viraj unghilar în jurul axei verticale: măsoară cât de mult virează autoturismul; datele de la senzorul pentru rotația mașinii sunt comparate cu datele de la senzorul pentru unghiul de virare și se determină mărimea de comandă pentru reglare
- senzor pentru accelerația laterală: este bazat tehnologic de obicei pe efectul Hall; măsoară accelerația laterală a vehiculului
- senzor pentru măsurarea vitezii roților

Alți senzori pot fi:
- senzori pentru accelerația longitudinală; constructiv similari senzorilor pentru accelerația laterală, dar pot oferi și informații referitoare la tipul de asfalt de pe drum și pot oferi de asemenea informații referitoare la viteză și accelerație
- senzor de rotație: constructiv similar celui de viraj unghilar în jurul axei verticale, dar îmbunătățește precizia modelului de controler al vehiculului și corectează erorile care pot apărea de la estimările date de ceilalți senzori

ESC folosește un modulator hidraulic pentru a asigura că fiecare roată primește forța de frânare corectă. Un modulator similar este folosit la ABS. ESC-ul, spre deosebire de ABS care trebuie doar să reducă presiunea din timpul frânării, trebuie ca în plus să mărească presiunea în anumite situații și pentru acesta, pe lângă pompele hidraulice, se poate utiliza o un amplificator cu vacuum de fânare pentru a îndeplini aceste criterii de presiune ridicată.
Partea centrală a ESC-ului este Unitatea Electronică de Control (ECU – Electronic Control Unit), tehnologic un microprocesor electronic. ECU încorporează diferite tehnici de control. Adesea, același ECU este utilizat pentru mai multe sisteme în același timp (ABS, Controlul Tracțiunii, controlul climei, etc.). Semnalele de intrare sunt transmise prin intermediul circuitului de intrare către un controler digital. Starea în care se dorește poziționarea autovehiculului este determinată pe baza unghiului de virare, a gradientului său și a vitezei. Simultan, senzorul pentru unghiul de virare calculează starea actuală. Controlerul calculează forțele de frânare și accelerare necesare pentru fiecare roată individual și transmite comanda necesară valvelor modulatorului hidraulic. Printr-o interfață CAN unitatea electronică de control (ECU) este conectată cu late sisteme (ABS, etc.) pentru a evita transmiterea de comenzi contradictorii.
Multe sisteme ESC au un buton de decuplare astfel încât soferul să poată dezactiva ESC-ul, care poate fi de folos în cazul în care autovehiculul se împotmolește în noroi sau zăpadă, sau se conduce pe plajă, sau se utilizează cauciucuri de rezervă de dimensiuni reduse care pot să interfereze cu senzorii. Unele sisteme oferă un mod suplimentar de setare a ESP cu praguri crescute care sa-i permită șoferului o conducere sportivă aproape de limitele de aderență cu o intervenție electronică redusă. Oricum, ESC-ul se setează implicit pe modul „pornit” când motorul este repornit. Unele sisteme ESC care nu au buton de decuplare, cum sunt cele recente de la Toyota și Lexus, pot fi dezactivate temporar urmând o procedură nedocumentată: printr-o serie de apăsare a pedalei de accelerație și de tragere a frânei de mână. Mai mult, scoaterea cablului al unui senzor a vitezei de rotație a roții este o altă metodă de dezactivare a majoritatea sistemelor ESC.

## Disponibilitate și costuri
ESC-ul este construit pe sistemul de frânare cu anti-blocare (ABS) și toate vehiculele echipate cu ESC sunt dotate cu sisteme de control al acțiunii. ESC-ul are drept coponente un senzor pentru unghiul de virare, un senzor de accelerație laterală, un senzor de direcție și o unitate integrată de control. Potrivit cercetărilor NHTSA, în 2005 costul ABS-ului era estimat la 368 USD, ESC-ul costând încă 111 USD. Prețul de vânzare al ESC-ului variază: ca opțiune de sine stătătoare este 250 USD. Cu toate acestea, ESC-ul este oferit rar ca opțiune de sine stătătoare, și în general nu este valabil pentru a fi instalat după achiziționarea autovehiculului. În schimb, ESC-ul este frecvent disponibil în același pachet cu alte opțiuni mai scumpe și astfel costul pachetului care include ESC-ul poate ajunge la câteva mii de USD. Cu toate acestea, ESC-ul este considerat a fi o opțiune cu un beneficiu / preț foarte ridicat și poate fi amortizat prin reduceri la primele de asigurare.
Disponibilitatea ESC-ului pentru vehiculele de pasageri variază după producători și țări. În anul 2007, ESC-ul era disponibil la aproximativ 50% din modelele noi vândute în America de Nord, comparativ cu 70% în Suedia. Cu toate acestea, gradul de conștientizare afectează tiparele de achiziție astfel încât 45% din vehiculele cumpărate în America de Nord și în Marea Britanie au ESC ca dotare, în contrast cu 78-96% din vehiculele cumpărate în tări europene precum: Germania, Danemarca și Suedia. Dacă până în anul 2004 puține vehicule erau echipate cu ESC, creșterea conștientizării crește numărul de autovehicule cu ESC de pe piața auto.
ESC-ul este disponibil pe mașini de clasă medie, SUV-uri și utilitare de la toți producătorii auto importanți. Mașinile de lux, mașinile sport, SUV-urile și crossover-urile sunt de obicei echipate cu ESC. Mașinile de clasă medie recuperează gradual această diferență. În timp ce ESC-ul încorporează și controlul tracțiunii, sunt și vehicule (ca Chevrolet Malibu LS - 2008 și Mazda 6 - 2008) care au controlul tracțiunii, dar nu și ESC. ESC-ul este rar în clasa mașinilor compacte.

## Viitor
Piața ESC-ului crește rapid, în special în statele Europene precum Suedia, Danemarca și Germania. De exemplu, în 2003 în Suedia procentul de mașini noi cumpărate cu ESC era de 15%. Administrația suedeză pentru siguranța rutieră a emis, în Septembrie 2004, o recomandare puternică pentru dotarea mașinilor cu ESC, iar după 16 luni, rata de cumpărare a mașinilor cu ESC era de 58%. O nouă recomandare pentru ESC a fost emisă în Decembrie 2004, iar rata de cumpărare a mașinilor cu ESC a atins 69% și până în 2008 a crescut la 96%. Promotorii ESC-ului din întreaga lume încurajează adoptarea ESC-ului prin campanii de conștientizare și măsuri legislative, iar până în 2012, majoritatea vehiculelor ar trebui să fie echipate cu ESC.
Așa cum ESC-ul este bazat pe ABS, pe baza ESC-ului se dezvoltă noi tehnologii cum este controlul stabilității la răsturnare (RSC - Roll Stability Control) care funcționeză în plan vertical așa cum ESC-ul funcționează în plan orizontal. Când RSC-ul detectează o răsturnare iminentă (de obicei în cazul vehiculelor utilitare de transport și al SUV-urilor) aplică frânele, reduce accelerația, induce subvirarea și/sau încetinește vehiculul.
Puterea de calcul a ESC-ului poate facilita activarea sistemelor de siguranță active și pasive, abordând o parte din cauzele coliziunilor. De exemplu, senzorii pot detecta când un vehicul se apropie prea mult și încetinește vehiculul, îndreaptă spătarele scaunelor și strânge centurile de siguranță, evitând și/sau pregatind impactul.

## Legislație
În timp ce Suedia a folosit campaniile de aducere la cunoștința publică pentru a promova ESC-ul, alte state au propus sau implementat proiecte legislative.
Provincia Quebec a fost prima jurisdicție care a pus în aplicare legea ESC-ului, ESC-ul devenind obligatoriu pentru toți transportatorii de mărfuri periculoase în anul 2005.
SUA urmează să aplice un proiect legislativ prin care toate vehiculele de pasageri sub 10000 de livre (4536 de kg) care vor fi puse în vânzare să adopte ESC-ul după cum urmează: 55% în 2009, 75% în 2010, 95% în 2011 și 100% în 2012.
Canada va solicita ca toate vehiculele noi de pasageri să aibă ESC de la 1 septembrie 2011.
Australia, urmând exemplul din statul Victoria, Guvernul Federal Australian a anunțat pe 23 iunie 2009 ca ESC va fi obligatoriu de la 1 noiembrie 2011 pentru toate autovehiculele noi de pasageri vândute în Australia și pentru toate vehiculele noi începând cu 2013.
Parlamentul European a cerut o introducere accelerată a ESC-ului. Comisia Europeană a confirmat propunerea pentru obligativitatea introducerii ESC-ului pentru toate mașinile noi de pasageri și vehiculele comerciale vândute Uniunea Europeană începând din 2012, iar până în anul 2014 toate autovehiculele noi să fie echipate cu ESC.
Comisia Economică a Națiunilor Unite pentru Europa (United Nations Economic Commission for Europe) a adoptat o rezoluție tehnică globală pentru armonizarea standardelor ESC.

## Denumiri
ESC (Electronic Stability Control) este numele generic recunoscut de către Asociația Producătorilor Europeni de Automobile (ACEA - European Automobile Manufacturers Association), de către Societatea Inginerilor Auto Nord Americană (SAE - North American Society of Automotive Engineers), de către Asociația Producătorilor de Automobile din Japonia (Japan Automobile Manufacturers Association) și de către alte autorități mondiale. Cu toate acestea, producătorii de autovehicule utilizează o serie de nume comerciale diferite pentru ESC.
| Producător       | Nume echivalent pentru ESC | Acronim            |
| ---------------- | --- | ------------------ |
| Acura            | Vehicle Stability Assist | VSA                |
| Alfa Romeo       | Vehicle Dynamic Control | VDC                |
| Audi             | Electronic Stability Programme                                                                                                   | ESP                |
| Bentley          | Electronic Stability Programme                                                                                                   | ESP                |
| Bugatti          | Electronic Stability Programme                                                                                                   | ESP                |
| Buick            | StabiliTrak | ESP                |
| BMW              | Dynamic Stability Control | DSC                |
| Cadillac         | StabiliTrak & Active Front Steering                                                                                              | AFS                |
| Chevy Automobile | Electronic Stability Programme                                                                                                   | ESP                |
| Chevrolet        | StabiliTrak; Active Handling |                    |
| Chrysler         | Electronic Stability Programme                                                                                                   | ESP                |
| Citroën          | Electronic Stability Programme                                                                                                   | ESP                |
| Dodge            | Electronic Stability Programme                                                                                                   | ESP                |
| Daimler          | Electronic Stability Programme                                                                                                   | ESP                |
| Fiat             | Electronic Stability Programme; Vehicle Dynamic Control                                                                          | ESP; VDC           |
| Ferrari          | Controllo Stabilità | CST                |
| Ford             | AdvanceTrac with Roll Stability Control; Interactive Vehicle Dynamics; Electronic Stability Programme; Dynamic Stability Control | RSC; IVD; ESP; DSC |
| General Motors   | StabiliTrak |                    |
| Honda            | Vehicle Stability Assist | VSA                |
| Holden           | Electronic Stability Programme                                                                                                   | ESP                |
| Hyundai          | Electronic Stability Programme; Electronic Stability Control; Vehicle Stability Assist                                           | ESP; ESC; VSA      |
| Infiniti         | Vehicle Dynamic Control | VDC                |
| Jaguar           | Dynamic Stability Control | DSC                |
| Jeep             | Electronic Stability Program | ESP                |
| Kia              | Electronic Stability Control; Electronic Stability Programme                                                                     | ESC; ESP           |
| Lamborghini      | Electronic Stability Programme                                                                                                   | ESP                |
| Land Rover       | Dynamic Stability Control | DSC                |
| Lexus            | Vehicle Dynamics Integrated Management; Vehicle Stability Control                                                                | VDIM; VSC          |
| Lincoln          | AdvanceTrac |                    |
| Maserati         | Maserati Stability Programme | MSP                |
| Mazda            | Dynamic Stability Control Including Dynamic Traction Control                                                                     | DSC                |
| Mercedes-Benz    | Electronic Stability Programme                                                                                                   | ESP                |
| Mercury          | AdvanceTrac |                    |
| Mini             | Dynamic Stability Control | DSC                |
| Mitsubishi       | Active Skid and Traction Control MULTIMODE; Active Stability Control                                                             | ASC;               |
| Nissan           | Vehicle Dynamic Control | VDC                |
| Oldsmobile       | Precision Control System | PCS                |
| Opel             | Electronic Stability Programme                                                                                                   | ESP                |
| Peugeot          | Electronic Stability Programme                                                                                                   | ESP                |
| Pontiac          | StabiliTrak |                    |
| Porsche          | Porsche Stability Management | PSM                |
| Renault          | Electronic Stability Programme                                                                                                   | ESP                |
| Rover Group      | Dynamic Stability Control | DSC                |
| Saab             | Electronic Stability Programme                                                                                                   | ESP                |
| Saturn           | StabiliTrak |                    |
| Scania           | Electronic Stability Programme                                                                                                   | ESP                |
| Seat             | Electronic Stability Programme                                                                                                   | ESP                |
| Škoda            | Electronic Stability Programme                                                                                                   | ESP                |
| Smart            | Electronic Stability Programme                                                                                                   | ESP                |
| Subaru           | Vehicle Dynamics Control | VDC                |
| Suzuki           | Electronic Stability Programme                                                                                                   | ESP                |
| Toyota           | Vehicle Dynamics Integrated Management; Vehicle Stability Control                                                                | VDIM; VSC          |
| Vauxhall         | Electronic Stability Programme                                                                                                   | ESP                |
| Volvo            | Dynamic Stability and Traction Control                                                                                           | DSTC               |
| Volkswagen       | Electronic Stability Programme                                                                                                   | ESP                |

## Alte sisteme de siguranță auto
- ABS
- DSC
- HDC